# Lord-lieutenant du Derbyshire
Ceci est une liste de personnes qui ont servi comme Lord Lieutenant du Derbyshire. Depuis 1689, tous les Lord Lieutenants ont été également Custos Rotulorum of Derbyshire.
- Francis Hastings, 2e Comte de Huntingdon
- George Talbot, 6e Comte de Shrewsbury 3 juillet 1585 – 18 novembre 1590
- Gilbert Talbot, 7e Comte de Shrewsbury 1590/1 – 8 mai 1616
- vacant
- William Cavendish, 1er comte de Devonshire 4 mai 1619 – 3 mars 1626 jointly with
- William Cavendish, 2e comte de Devonshire 4 mai 1619 – 20 juin 1628
- William Cavendish, 1er comte de Newcastle 14 juillet 1628 – 13 novembre 1638
- William Cavendish, 3e comte de Devonshire 13 novembre 1638 – 1684
- Robert Leke, 3e comte de Scarsdale 15 janvier 1685 – 1687
- Theophilus Hastings, 7e comte de Huntingdon 23 décembre 1687 – 1688
- William Cavendish, 1er duc de Devonshire 17 mai 1689 – 18 août 1707
- William Cavendish, 2e duc de Devonshire 6 novembre 1707 – 1710
- Nicholas Leke, 4e comte de Scarsdale 5 septembre 1711 – 1714
- William Cavendish, 2e comte de Devonshire 15 octobre 1714 – 4 juin 1729
- William Cavendish, 3e comte de Devonshire 31 octobre 1729 – 5 décembre 1755
- William Cavendish, 4e duc de Devonshire 21 janvier 1756 – 1764
- John Manners, marquis de Granby 23 juin 1764 – 1766
- Lord George Cavendish 17 juin 1766 – 1782
- William Cavendish, 5e duc de Devonshire 2 juillet 1782 – 29 juillet 1811
- William Cavendish, 6e duc de Devonshire 27 août 1811 – 18 janvier 1858
- William Cavendish, 7e duc de Devonshire 20 février 1858 – 21 décembre 1891
- Spencer Cavendish, 8e duc de Devonshire 12 février 1892 – 24 mars 1908
- Victor Cavendish, 9e duc de Devonshire 7 juillet 1908 – 6 mai 1938
- Edward Cavendish (10e duc de Devonshire) 21 juin 1938 – 26 novembre 1950
- Sir Ian Peter Andrew Munro Walker-Okeover, 3e baronnet 12 juin 1951 – 1977
- Sir Peter Hilton 31 janvier 1978 – 30 juin 1994[1]
- Sir John Knollys Bather 1er juillet 1994 – 2009[2]
- William Tucker mai 2009 - présent